# Volley-ball aux Jeux des îles de l'océan Indien 2003
Navigation
1999 2007
Les épreuves de volley-ball des 6e Jeux des îles de l'océan Indien se déroulent du 30 août au 6 septembre 2003 au Gymnase Pandit Sahadeo de Vacoas-Phœnix (Maurice).

## Tournoi masculin

### Équipes présentes
| - Maurice - Seychelles - Madagascar - Comores - La Réunion |

### Tour préliminaire

#### Composition des groupes
| Poule A                       | Poule B            |
| ----------------------------- | ------------------ |
| Comores Madagascar La Réunion | Maurice Seychelles |

#### Poule A
| # | Équipe     | Pts | J | G | P | Sp | Sc | Ratio | Pp  | Pc  | Ratio |
| - | ---------- | --- | - | - | - | -- | -- | ----- | --- | --- | ----- |
| 1 | La Réunion | 4   | 2 | 2 | 0 | 6  | 1  | 6     | 171 | 127 | 1.346 |
| 2 | Madagascar | 3   | 2 | 1 | 1 | 4  | 3  | 1.333 | 162 | 135 | 1.2   |
| 3 | Comores    | 0   | 2 | 0 | 2 | 0  | 6  | 0     | 79  | 150 | 0.527 |

#### Poule B
| # | Équipe     | Pts | J | G | P | Sp | Sc | Ratio | Pp  | Pc  | Ratio |
| - | ---------- | --- | - | - | - | -- | -- | ----- | --- | --- | ----- |
| 1 | Seychelles | 4   | 2 | 2 | 0 | 6  | 3  | 2     | 199 | 186 | 1.07  |
| 2 | Maurice    | 2   | 2 | 0 | 2 | 3  | 6  | 0.5   | 186 | 199 | 0.935 |

### Phase finale
|  | Demi-finales                               | Demi-finales                         |                        |   | Finale                                     | Finale                                     |
|  | Demi-finales                               | Demi-finales                         |                        |   | Finale                                     | Finale                                     |
|  |                                            |                                      |                        |   |                                            |                                            |
|  | 4 septembre, 16-25 22-25 30-28 25-27       | 4 septembre, 16-25 22-25 30-28 25-27 |                        |   | 6 septembre, 25-14 21-25 25-20 23-25 15-10 | 6 septembre, 25-14 21-25 25-20 23-25 15-10 |
|  | 4 septembre, 16-25 22-25 30-28 25-27       | 4 septembre, 16-25 22-25 30-28 25-27 |                        |   | 6 septembre, 25-14 21-25 25-20 23-25 15-10 | 6 septembre, 25-14 21-25 25-20 23-25 15-10 |
|  | Seychelles                                 | 1                                    |                        |   | 6 septembre, 25-14 21-25 25-20 23-25 15-10 | 6 septembre, 25-14 21-25 25-20 23-25 15-10 |
|  | Seychelles                                 | 1                                    |                        |   | 6 septembre, 25-14 21-25 25-20 23-25 15-10 | 6 septembre, 25-14 21-25 25-20 23-25 15-10 |
|  | Madagascar                                 | 3                                    |                        |   | 6 septembre, 25-14 21-25 25-20 23-25 15-10 | 6 septembre, 25-14 21-25 25-20 23-25 15-10 |
|  | Madagascar                                 | 3                                    | Maurice                | 3 |                                            |                                            |
|  | 4 septembre, 25-22 22-25 20-25 25-21 18-20 |                                      | Maurice                | 3 |                                            |                                            |
|  |                                            | Madagascar                           | 2                      |   |                                            |                                            |
|  | La Réunion                                 | Madagascar                           | 2                      | 1 |                                            |                                            |
|  | La Réunion                                 |                                      |                        | 1 |                                            |                                            |
|  | Maurice                                    | 3                                    |                        |   |                                            |                                            |
|  | Maurice                                    | 3                                    | Match pour la 3e place |   |                                            |                                            |
|  |                                            |                                      |                        |   |                                            |                                            |
|  | 6 septembre, 25-22 26-28 20-25 25-22 12-15 |                                      |                        |   |                                            |                                            |
|  |                                            |                                      |                        |   |                                            |                                            |
|  | La Réunion                                 | 2                                    |                        |   |                                            |                                            |
|  | La Réunion                                 | 2                                    |                        |   |                                            |                                            |
|  | Seychelles                                 | 3                                    |                        |   |                                            |                                            |
|  | Seychelles                                 | 3                                    |                        |   |                                            |                                            |

## Tournoi féminin

### Équipes présentes
| - Madagascar - Maurice - Seychelles - La Réunion |

### Tour préliminaire
Le tour préliminaire se joue en une poule unique.
| # | Équipe     | Pts | J | G | P | Sp | Sc | Ratio | Pp  | Pc  | Ratio |
| - | ---------- | --- | - | - | - | -- | -- | ----- | --- | --- | ----- |
| 1 | Seychelles | 6   | 3 | 3 | 0 | 9  | 3  | 3     | 281 | 243 | 1.156 |
| 2 | Madagascar | 5   | 3 | 2 | 1 | 7  | 5  | 1.4   | 257 | 255 | 1.008 |
| 3 | Maurice    | 4   | 3 | 1 | 2 | 4  | 6  | 0.667 | 215 | 216 | 0.995 |
| 4 | La Réunion | 3   | 2 | 0 | 3 | 6  | 9  | 0.667 | 232 | 271 | 0.856 |

## Médaillés
| Épreuves         | Or         | Argent     | Bronze     |
| ---------------- | ---------- | ---------- | ---------- |
| Tournoi masculin | Maurice    | Madagascar | Seychelles |
| Tournoi féminin  | Seychelles | Madagascar | Maurice    |